# Lijst van vorsten van Liechtenstein
Dit is een lijst van vorsten van Liechtenstein van 1608 tot heden:

## Vorsten van Liechtenstein van het huis Liechtenstein (1608-heden)
| Monarch | Monarch              | Regeringsperiode | Opmerkingen |
| ------- | -------------------- | ---------------- | --- |
|         | Karel I              | 1608-1627        | Eerste vorst van Liechtenstein. |
|         | Karel Eusebius       | 1627-1684        | Zoon van Karel I. |
|         | Hans Adam I          | 1684-1712        | Zoon van Karel Eusebius. Kocht in 1699 de heerlijkheid Schellenberg en in 1712 het graafschap Vaduz.                                                                                          |
|         | Jozef Wenceslaus     | 1712-1718        | Neef van Hans Adam I. |
|         | Anton Florian        | 1718-1721        | Neef van Karel Eusebius. In 1719 werden het graafschap Vaduz en de heerlijkheid Schellenberg samengevoegd tot het vorstendom Liechtenstein.                                                   |
|         | Jozef Johan Adam     | 1721-1732        | Zoon van Anton Florian. Onder voogdij van Jozef Wenceslaus. In 1723 verkreeg Liechtenstein een stem in de Rijksdag.                                                                           |
|         | Jozef Wenceslaus     | 1732-1745        | Regent in naam van vorst Johan Nepomuk Karel. |
|         | Johan Nepomuk Karel  | 1732-1748        | Zoon van Jozef Johan Adam. Onder voogdij van Jozef Wenceslaus. |
|         | Jozef Wenceslaus     | 1748-1772        | Hij werd de opvolger van vorst Johan Nepomuk Karel, omdat die vorst geen mannelijke nakomelingen had.                                                                                         |
|         | Frans Jozef I        | 1772-1781        | Neef van Jozef Wenceslaus. |
|         | Alois I              | 1781-1805        | Zoon van Frans Jozef I van Liechtenstein. |
|         | Johannes I Jozef     | 1805-1836        | Broer van Alois I. In 1806 werd Liechtenstein onafhankelijk van het Heilige Roomse Rijk en trad het toe tot de Rijnbond. In 1815 werd de onafhankelijkheid erkend door het congres van Wenen. |
|         | Alois II             | 1836-1858        | Zoon van Johannes I Jozef. |
|         | Johannes II de goede | 1858-1929        | Zoon van Alois II. Vormde Liechtenstein in 1924 om tot een constitutionele monarchie. |
|         | Frans I              | 1929-1938        | Broer van Johannes II. |
|         | Frans Jozef II       | 1938-1989        | Achterneef van Frans I, achterachterkleinzoon van Johannes I Jozef. |
|         | Hans Adam II         | 1989-heden       | Zoon van Frans Jozef II. Sinds 2004 treedt Hans Adams zoon Alois op als prins-regent. |

## Lijn van troonopvolging
In Liechtenstein geldt de Salische Wet. Dit betekent dat alleen mannelijk nageslacht op de troon mag. De lijn van troonopvolging ziet er daarom als volgt uit:
- 1. ZDH prins Alois, vorst Hans Adams oudste zoon

- 2. ZDH prins Joseph Wenzel, prins Alois' oudste zoon
- 3. ZDH prins Georg, prins Alois' tweede zoon
- 4. ZDH prins Nikolaus, prins Alois' jongste zoon

- 5. ZDH prins Maximiliaan, vorst Hans Adams tweede zoon

- 6. ZDH prins Alfons, prins Maximilians enige zoon

- ZDH prins Constantin, vorst Hans Adams jongste zoon (overleden in 2023)

- 7. ZDH prins Moritz, prins Constantins oudste zoon
- 8. ZDH prins Benedikt, prins Constantins jongste zoon

- 9. ZDH prins Filips Erasmus, vorst Hans Adams jongere broer
  - 10. ZDH prins Alexander, prins Filips Erasmus' oudste zoon
  - 11. ZDH prins Wenceslaus, prins Filips Erasmus' tweede zoon
  - 12. ZDH prins Rudolf, prins Filips Erasmus' jongste zoon
    - 13. ZDH prins Karel Lodewijk, prins Rudolfs enige zoon
- 14. ZDH prins Nicolaas, vorst Hans Adams jongste broer
  - 15. ZDH prins Josef Emanuel, prins Nicolaas' zoon